# Čížkov (district de Pelhřimov)
Pour les articles homonymes, voir Čížkov.
Čížkov (en allemand : Tschischkow) est une commune du district de Pelhřimov, dans la région de Vysočina, en République tchèque. Sa population s'élevait à 128 habitants en 2020.

## Géographie
Čížkov se trouve à 3 km au nord de Nová Cerekev, à 8 km à l'ouest de Pelhřimov, à 35 km à l'ouest de Jihlava à 86 km au sud-est de Prague.
La commune est limitée par Útěchovičky au nord, par Pelhřimov à l'est, par Nová Cerekev au sud et par Leskovice à l'ouest et par Litohošť au nord-ouest.

## Histoire
La première mention écrite de la localité date de 1379.